# Alfonso Méndez Plancarte
Alfonso Méndez Plancarte (* 2. September 1909 in Zamora (Mexiko); † 8. Februar 1955 in Mexiko-Stadt) war ein mexikanischer Kleriker, Humanismusforscher, Romanist, Hispanist und Mexikanist.

## Leben und Werk
Méndez Plancarte studierte Philosophie in Rom (Abschluss 1927) und Theologie in Mexiko-Stadt (Promotion 1931). 1932 wurde er zum Priester geweiht. Durch ein Leiden an der Lehre gehindert, widmete er sich ganz der Forschung. Ab 1954 war er ordentliches Mitglied der Academia Mexicana de la Lengua.
Alfonso Méndez Plancarte war der Bruder von Gabriel Méndez Plancarte. An der Nationalen Autonomen Universität von Mexiko trägt seit 2000 ein außerordentlicher Lehrstuhl (Cátedra extraordinaria Gabriel y Alfonso Méndez) den Namen der Brüder.

## Werke
- (Hrsg.) Poetas novohispanos. 3 Bände. Mexiko-Stadt 1942–1945
- (Hrsg.) El Códice Gómez de Orozco, un ms. novohispano del XVI-XVII. Mexiko-Stadt 1945
- (Hrsg.) Sor Juana Inés de la Cruz, Obras Completas. 3 Bände. Mexiko-Stadt 1951–1955, 1995
- (Hrsg. mit Francisco González Guerrero) Amado Nervo, Obras completas. 2 Bände. Madrid 1951–1952
- (Hrsg.) Rubén Darío, Poesías completas. Madrid 1952, 1967
- Díaz Mirón. Poeta y artífice. Mexiko-Stadt 1954
- Cuestiúnculas gongorinas. Mexiko-Stadt 1955 (mit Würdigung des Autors durch Alfonso Junco)
- San Juan de la Cruz en México. Mexiko-Stadt 1959
- Crítica de críticas sorjuanianas. Hrsg. von Octaviano Valdés, Toluca 2000
- El grano de mostaza. Breves explanaciones al Catecismo católico de Gasparri. Mexiko-Stadt 1938
- Fátima. Realidad y maravilla. El Tepeyac o el Lourdes del siglo XX. Mexiko-Stadt 1948
- El corazón de Cristo en la Nueva España. Mexiko-Stadt 1951